# 长城证券
长城证券股份有限公司，简称长城证券（深交所：002939），于1995年11月在深圳成立。

## 历史
2001年與東方證券等企業聯合成立長城基金。2003年与景顺联合成立景顺长城基金。
2016年长城证券因违规开户领到了新三板的罚单，而其独立董事宋常在1月又因涉嫌内幕交易、短线交易被证监会立案调查。2017年9月1日，长城证券原总裁助理兼金融研究所所长黄钦来在任职期间内，利用他人证券账户买卖股票，共计交易金额约10893.1万元，盈利约363.5万元，因内幕交易遭到证监会处罚。北京证监局决定没收黄钦来违法所得约363.5万元，并处以约1090.7万元罚款。
2018年10月26日，长城证券股份有限公司在深圳证券交易所中小板挂牌上市，股票简称“长城证券”。
2021年7月24日，中国证券监督管理委员会发布《2021年证券公司分类结果》，共有103家券商参与。其中长城证券被评为A级，较2020年的B级有巨幅上升。